# 田沼靖一
田沼 靖一（たぬま せいいち、1952年2月28日 - ）は、日本の生化学者、東京理科大学教授。

## 略歴
山梨県生まれ。1975年東京理科大学薬学部卒、1980年東京大学大学院薬学系研究科生命薬学博士課程修了、薬学博士。1982-1984年アメリカ国立衛生研究所(NIH）研究員等をへて、1990年東京工業大学生命理工学部助教授。1992年東京理科大学助教授、教授となる。1988年佐藤記念国内賞受賞。

## 著書
- 『アポトーシス 細胞の生と死』東京大学出版会 1994
- 『アポトーシスとは何か 死からはじまる生の科学』1996 講談社現代新書
- 『遺伝子の夢 死の意味を問う生物学』日本放送出版協会 (NHKブックス 1997
- 『死の起源遺伝子からの問いかけ』2001 朝日選書
- 『ヒトはどうして老いるのか 老化・寿命の科学』2002 ちくま新書
- 『ヒトはどうして死ぬのか 死の遺伝子の謎』2010 幻冬舎新書
- 『生命科学の大研究 いのちの不思議を探ろう! 遺伝子からiPS細胞、死生観まで』PHP研究所 2012

### 共編著
- 『アポトーシスと医学』編 羊土社(イラスト医学&サイエンスシリーズ)1998
- 『分子生物学』編 丸善 1999
- 『アポトーシスがわかる』編 羊土社(わかる実験医学シリーズ 基本&トピックス)2001
- 『ゲノム創薬 合理的創薬からテーラーメイド医療実現へ』編 化学同人 (化学フロンティア 2003
- 『生命科学者、現代を語る 時を越えて万里同符』佐倉統,澤口俊之共著 裳華房 (ポピュラー・サイエンス 2005
- 『生化学』林秀徳,本島清人共編著 朝倉書店 2006
- 『ヒトはなぜ死ぬのか? 生化学』太田光,田中裕二共著 講談社 (爆笑問題のニッポンの教養 爆問学問 2007
- 『生命科学がひらく未来』東京理科大学出版センター編 村上康文,秋本和憲,内海文彰共著 東京書籍(東京理科大学坊っちゃん科学シリーズ 2013
- 『ゲノム創薬科学』編 裳華房 2017

### 翻訳
- R.J.デュボス『遺伝子発見伝』小学館 (地球人ライブラリー)1998
- クラーク『分子生物学』監訳 丸善 2007

## 論文
- <田沼靖一